# Liste der Kulturdenkmäler in Bauler (Landkreis Ahrweiler)
In der Liste der Kulturdenkmäler in Bauler sind alle Kulturdenkmäler der rheinland-pfälzischen Ortsgemeinde Bauler aufgeführt. Grundlage ist die Denkmalliste des Landes Rheinland-Pfalz (Stand: 12. Juni 2023).

## Einzeldenkmäler
| Bezeichnung                   | Lage                | Baujahr | Beschreibung             | Bild                           |
| ----------------------------- | ------------------- | ------- | ------------------------ | ------------------------------ |
| Katholische Kapelle St. Georg | Kapellenstraße Lage | 1700    | Saalbau, bezeichnet 1700 | weitere Bilder Fotos hochladen |